# Baronía de Mora
La baronía de Mora es un título nobiliario español creado el 23 de agosto de 1817 por el rey Fernando VII a favor de Félix de Valón y Gramontel, señor de Mas de Mora y regidor de Barbastro.

## Barones de Mora
|                           | Titular                              | Periodo                   |
| Creación por Fernando VII | Creación por Fernando VII            | Creación por Fernando VII |
| ------------------------- | ------------------------------------ | ------------------------- |
| I                         | Félix de Valón y Gramontel           | 1817-1875                 |
| II                        | María del Pilar Valón y Espés        | 1878-¿?                   |
| III                       | Luis Franco de Espés y Domínguez     | 1918-1936                 |
| IV                        | Jesús Franco de Espés y Domínguez    | 1936/1952-1983            |
| V                         | Jesús Javier Franco de Espés y Ureta | 1984-actual titular       |

## Historia de los barones de Mora
- Félix de Valón y Gramontel (1788-1875), I barón de Mora,[1] regidor de Barbastro, capitán de artillería y caballero de la Orden de San Juan de Jerusalén.[1]

Casó, en Bilbao, el 5 de enero de 1823, con Margarita de Espés y Alagón Fernández de Córdoba (n. Madrid, 23 de febrero de 1800), hija natural de Francisco Fernández de Córdoba y Glimes de Brabante (1758-1841), I y único duque de Alagón, señor y barón de Espés y barón de Alfajarín, y de su amante Tomasa Josefa Rita de Yust y Ortiz, legitimada por el rey Fernando VII por real decreto de 18 de mayo de 1817. Sucedió su hija el 8 de julio de 1878:
- María del Pilar Valón y Espés (n. Madrid, 5 de mayo de 1827), II baronesa de Mora.[3][1]

Casó con Luis Franco y López, alcalde de Zaragoza, presidente de la Diputación Provincial, diputado a Cortes, senador vitalicio y gentilhombre de cámara del rey.  En 3 de junio de 1918, sucedió su nieto, hijo de Jesús Luis Franco de Espés y Valón (1866-1933), I vizconde de Espés, y de su esposa, Julia Domínguez López.
- Luis Franco de Espés y Domínguez (Zaragoza, 22 de noviembre de 1898-1936), III barón de Mora,[1] y gran cruz del mérito militar.[1]

Sin descendencia, en 1952, sucedió su hermano:
- Jesús Franco de Espés y Domínguez (Zaragoza, 2 de noviembre de 1900[3]-15 de noviembre de 1983[4]), IV barón de Mora.[5][1]

Casó con Victoria Ureta y Treviño. Sucedió su hijo en 1984:
- Jesús Javier Franco de Espés y Ureta (n. Zaragoza, 28 de marzo de 1939), V barón de Mora.[6][1]

Casado con María Jesús Vara Rodríguez, padres de Beltrán Jesús Franco de Espés y Vara.